# Juraj Maljevec
Juraj (Jurij) Maljevec (Maljevac) ali Gregur Kapucin hrvaški (kajkavski) pisatelj, kapucinski redovnik, slovenskega rodu, * 2. marec 1734,  Perudina, † 20. januar 1812, Varaždin.
Rodil se je v Beli Krajini očetu Janezu Maljevcu in materi Ani. Belokrajnska mladina se je v tem obdobju šolala na Hrvaškem. Njihovo narečje je bilo zelo sorodno kajkavščini, zato so dobro razumeli kajkavske knjige. Juraj je v Zagrebu hodil v jezuitsko gimnazijo. Leta 1754 je stopil v kapucinski red, tam je dobil redovniško ime Gregur, ali Gregorius. Posvetili so ga leta 1760. Zapis iz tega časa o njem napačno piše, da se je rodil v Vinici.
Njegovo književno delo je nastalo med letoma 1781 in 1800. Sodobniki so ga zelo cenili, npr. Antun Vranić, Tituš Brezovački, Mihalj Šilobod-Bolšić, Maksimilijan Vrhovac in Tomaš Mikloušić. Maljevčeva dela so bila pomembna za kajkavski literarni razvoj ob koncu 18. stoletja.

## Dela
- Trojverztna Marie Theresie rimzke czeszaricze y apostolzke kralyicze krepozt vu vremenu mertvechkoga obslusavanya (1781)
- Novoga preszvetloga biskvpa pozdravlenye (1781)
- NaIzVIsseneIssI Iohan ErDöDII na VIszokV banaLzkV Chazt po LeopoLDV iz vissen (1781)
- Dar za novo leto (1784)
- Nagovarjanye szoldatov na vojuvanye proti Turchinu (1787)
- Neztranchno vezdassnyega tabora izpiszavanye (1788)
- Neztranchno vezdassnyega tabora izpiszavanye (1789)
- Nagovarjanye Vukasovicheveh dobrovolyczev na vojuvanye proti Turchinu (1789)
- Duhovni kalendar iz pobosne knisicze (1793)
- Nebeszki pasztri pogublyenu ovczu ische (1795)
- Sivlenye kapuczina iz roda Leslya grofa (1799)
- Horvaczka od Kristussevoga narodyenya (1800)